# Santa Maria (insulă)
Insula Santa Maria (în portugheză Ilha de Santa Maria) este o insulă din arhipelagul Azorelor, cu o suprafață de 97 km2 și cca. 5.700 de locuitori.